# 阿曽沼元秀
阿曽沼 元秀（あそぬま もとひで）は、戦国時代から安土桃山時代にかけての武将。毛利氏家臣。安芸国安芸郡世能荒山荘を本拠地とする国人である阿曽沼氏の当主で鳥籠山城主。父は阿曽沼広秀。

## 生涯
安芸国安芸郡世能荒山荘を本拠地とした国人である阿曽沼広秀の嫡男として生まれる。
天正20年（1592年）4月から始まる文禄の役では、周布元盛、市川元直、都野家頼、天野元信、吉見元頼らと共に毛利元康の軍に属して朝鮮へ渡った。同年6月15日、開寧に在陣中の毛利輝元は上野善右衛門を使者として毛利元康の元へ派遣して慶尚道東北部の要衝である安東の鎮撫に当たることを命じた。元康は元秀ら麾下の諸将を率いて、6月22日に安東へ入城した。
慶長2年（1597年）から始まる慶長の役では毛利秀元に従って再び渡海。朝鮮半島各地を転戦した後に蔚山における突貫工事での蔚山倭城築城に加わったが、完成目前の同年12月22日、明軍の先鋒である擺寨が指揮する軽騎兵1000に急襲され、同じく毛利氏家臣である冷泉元満や都野家頼らと共に戦死した（蔚山城の戦い）。なお、直前の11月29日には父・広秀も死去している。
元秀の嫡男・元郷が後を継いだ。